# Valentina Corneli
Valentina Corneli, née le 13 mars 1986 à Giulianova (Italie), est une avocate et femme politique italienne.

## Biographie
Valentina Corneli naît le 13 mars 1986 à Giulianova.
Elle est élue députée lors des élections générales de 2018.